# Кария (язык)
Кария (также карию, кайюава, керия, липкава, винахе, вихе; англ. kariya, kariyu, kauyawa, keriya, lipkawa, vinahe, wihe; самоназвание: vinahə) — чадский язык, распространённый в центральных районах Нигерии. Входит в группу северные баучи (варджи, па’а-варджи) западночадской языковой ветви.
Численность говорящих — около 2000 человек (1995). Язык бесписьменный.

## О названии
Самоназвание языка кария — vinahə, самоназвание этнической общности кария — wihə. У наиболее распространённого названия языка — «кария» — имеется ряд вариантов, в их числе такие, как «карию», «кайюава» и «керия». Известен также вариант названия этнической общности кария — «липкава» (схожий вариант этнонима отмечается у носителей близкородственного кария языка мбурку).

## Классификация
В соответствии с классификацией чадских языков, предложенной американским лингвистом П. Ньюманом, язык кария входит в группу варджи (северные баучи) (или B.2) подветви баучи-баде западночадской языковой ветви вместе с языками дири, джимбин, мбурку, мия, па’а (афава), цагу и варджи. Эта классификация приведена, в частности, в справочнике языков мира Ethnologue.
В классификации, предложенной в базе данных по языкам мира Glottolog, показаны некоторые особенности генетических связей внутри группы северные баучи, или B.2. Язык кария вместе с языками мия и варджи включается в  кластер варджи-гала-кария, который является частью группы западночадских языков B.2. В эту группу также входят языки аджава, чивогай (цагу), дири, мбурку,  па’а, сири и зумбун (джимбин).
В классификациях афразийских языков чешского лингвиста В. Блажека и британского лингвиста Р. Бленча язык кария также включается в объединение северные баучи, или варджи, которое сближается в рамках ветви баучи-баде с языками баде-нгизим.
Так, в классификации В. Блажека язык кария отнесён к подгруппе языков северные баучи наряду с языками варджи, па’а, сири, дири, мия, джимбин, мбурку и цагу. Подгруппа северные баучи при этом вместе с подгруппой баде-нгизим образуют в данной классификации одну из двух групп наряду с группой южные баучи, которые входят в свою очередь в одну из двух подветвей западночадской языковой ветви.
В классификации Р. Бленча язык кария вместе с языками дири, па’а, сирзаквай (варджи), мбурку, мия, зумбун (джимбин), сири и чивогай (цагу) отнесён к подгруппе варджи, которая вместе с подгруппой баде образует группу баде-варджи, противопоставленную группе заар, в составе подветви западночадских языков В.
Классификация, в которой язык кария включается в группу северные баучи, или па’а-варджи, подветви баучи-баде приводится также в работе С. А. Бурлак и С. А. Старостина «Сравнительно-историческое языкознание».

## Лингвогеография

### Ареал и численность
Область распространения языка кария размещена в центральной Нигерии на территории штата Баучи — в районе Ганджува, главным образом, в селении Кария (Кария Вуро), расположенном рядом с населённым пунктом Мия, в 30 километрах к юго-востоку от города Нинги.
Ареал кария со всех сторон окружён ареалами близкородственных западночадских языков. С запада, юга и востока область распространения кария граничит с ареалом языка хауса. На севере к ареалу кария примыкает ареал языка варджи, на юго-востоке — ареал языка мия.
Численность носителей языка кария по данным 1971 года составляла 2200 человек, по данным 1977 года — 3000 человек. Согласно данным справочника Ethnologue, численность говорящих на языке кария в 1995 году достигала 2000 человек. По современным оценкам сайта Joshua Project численность носителей этого языка составляет 3800 человек (2017).

### Социолингвистические сведения
Согласно данным сайта Ethnologue, по степени сохранности язык кария относится к так называемым стабильным, или устойчивым, языкам, поскольку этот язык используется в устном бытовом общении представителями этнической общности кария всех поколений, включая младшее. Стандартной формы у языка кария нет. По вероисповеданию представители этнической общности кария в основном являются мусульманами (80 %), часть кария придерживается традиционных верований (10 %), часть — исповедует христианство (10 %).